# Спринг Вали Лејк (Калифорнија)
Спринг Вали Лејк (енгл. Spring Valley Lake) насељено је место без административног статуса у америчкој савезној држави Калифорнија.

## Демографија
По попису из 2010. године број становника је 8.220.
| Група             | 2000.    | 2010.         |
| Белци             | 0 (0,0%) | 5.600 (68,1%) |
| Афроамериканци    | 0 (0,0%) | 403 (4,9%)    |
| Азијати           | 0 (0,0%) | 381 (4,6%)    |
| Хиспаноамериканци | 0 (0,0%) | 1.528 (18,6%) |
| Укупно            | 0        | 8.220         |